# Roberto Calcaterra
Roberto Calcaterra (Civitavecchia, 1972. február 6. –) olimpiai bronzérmes (1996), világbajnok (1994) és kétszeres Európa-bajnok (1993, 1995) olasz vízilabdázó, center. Öccse, Alessandro szintén vízilabdázó.